# Shinji Kobayashi
Shinji Kobayashi (小林 伸二 Kobayashi Shinji?, nacido el 24 de agosto de 1960 en Nagasaki) es un exfutbolista japonés que se desempeñaba como delantero y entrenador.

## Clubes

### Como futbolista
| Club  | País  | Año         |
| ----- | ----- | ----------- |
| Mazda | Japón | 1983 - 1992 |

### Como entrenador
| Club              | País  | Año         |
| ----------------- | ----- | ----------- |
| Oita Trinita      | Japón | 2001 - 2003 |
| Cerezo Osaka      | Japón | 2004 - 2006 |
| Montedio Yamagata | Japón | 2008 - 2011 |
| Tokushima Vortis  | Japón | 2012 - 2015 |
| Shimizu S-Pulse   | Japón | 2016 - 2017 |